# Glommen, Falkenbergs kommun
Glommen är en tätort i Morups distrikt (Morups socken) i Falkenbergs kommun, Hallands län.
Glommen har vuxit upp som ett fiskeläge. Fortfarande finns en mycket använd fiskehamn och under sommaren arrangeras Glommens kräftfestival. Under senare decennier har orten även utvecklats mot att bli en förort till Falkenberg, med arbetspendling till Falkenberg och Varberg.
Glumstenen, ett flyttblock, finns omnämnt redan under 1000-talet. Denna sten har fungerat som ett landmärke för sjöfarten och har också givit orten dess namn. Strax söder om Glommen ligger sedan 1840-talet Morups Tånge fyr, som har övertagit stenens funktion som ledning för sjöfarten.

## Historia

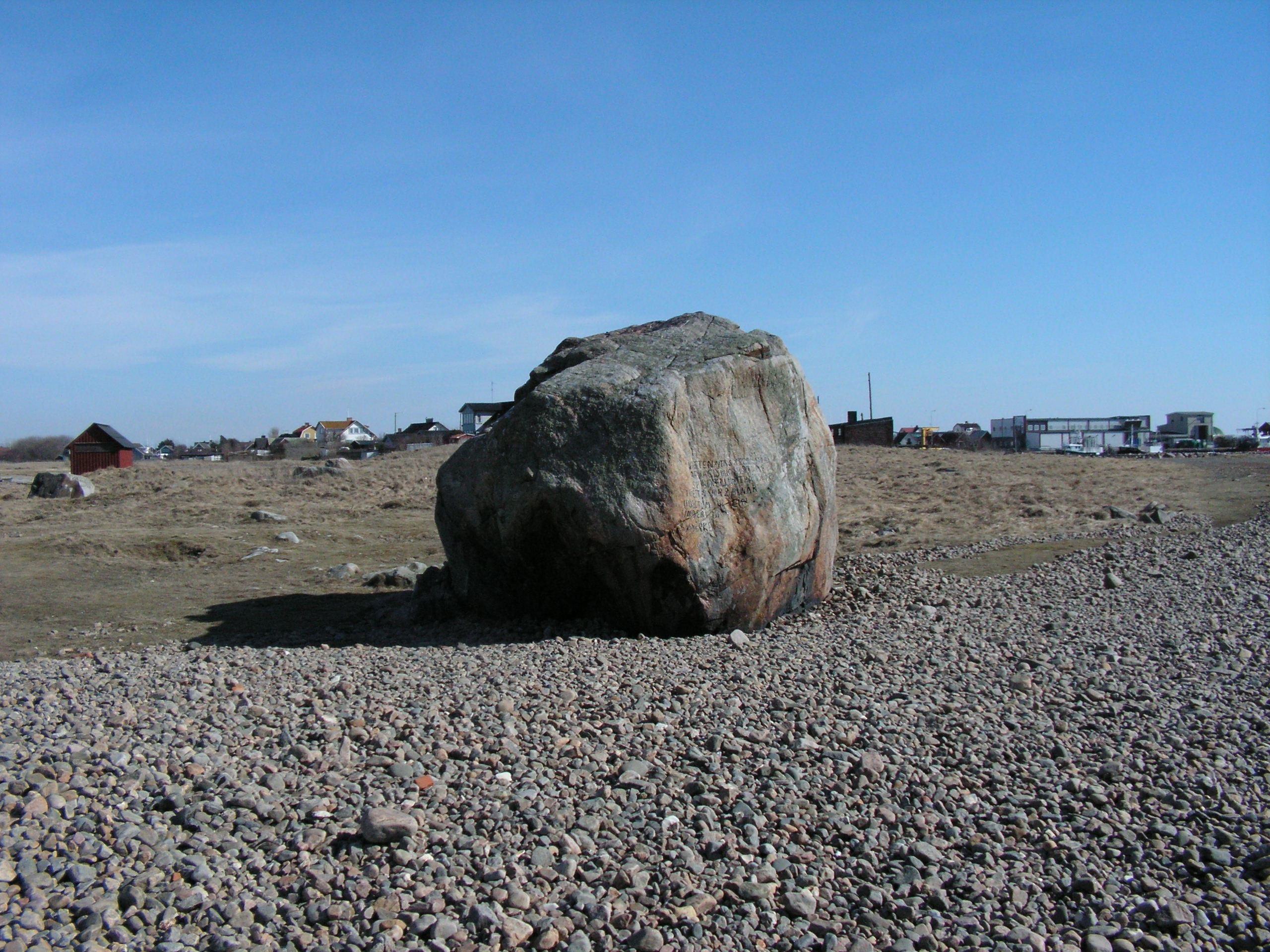
Glumstenen.

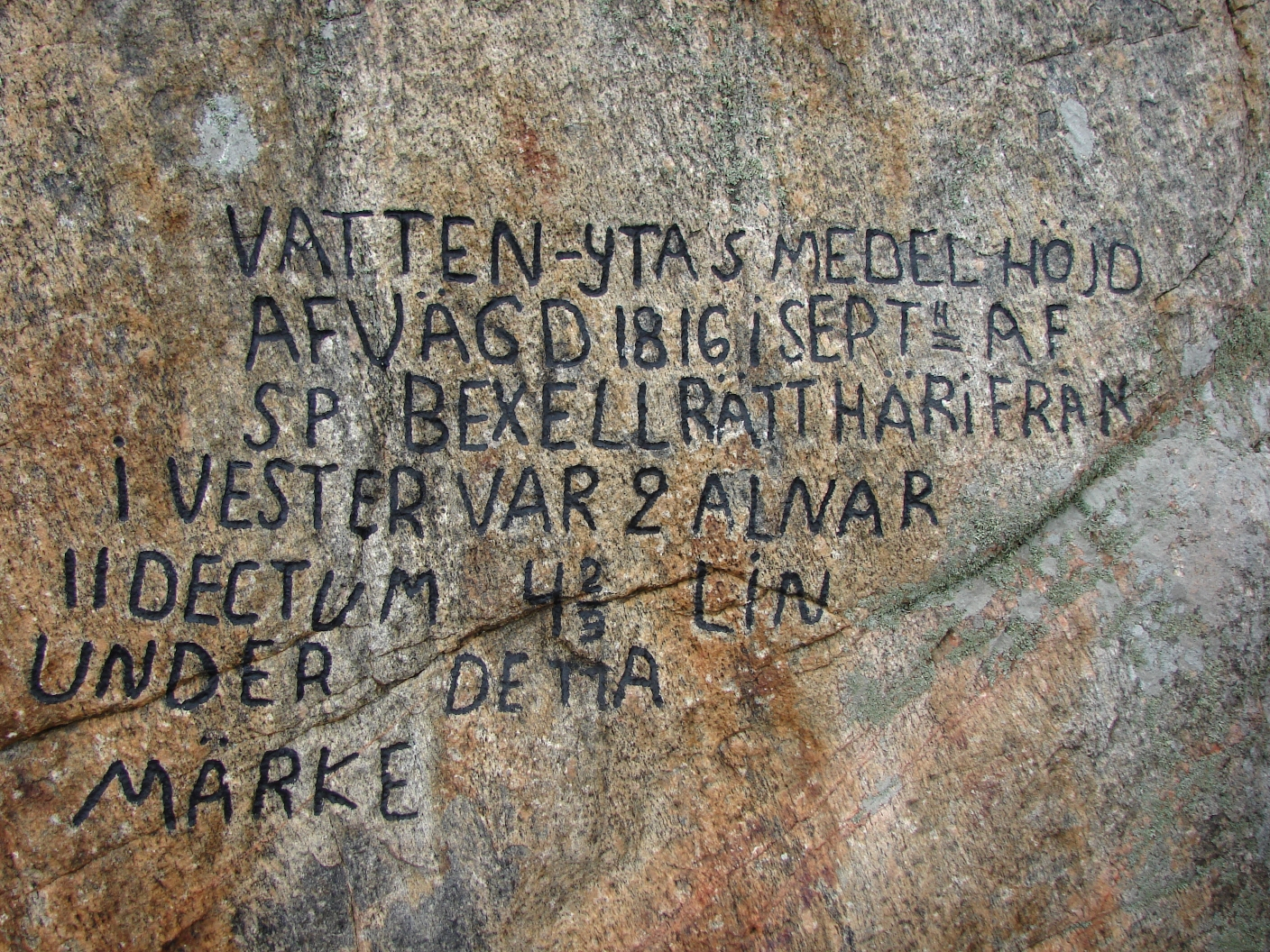
Texten kommenteras hos Glumstenens budskap

Ortens namn uppkom under senare delen av 1800-talet och slog framförallt igenom i samband med att hamnen byggdes 1877-1880. Innan dess var området glest bebyggt. Invånarna kallas glommabor och de ursprungliga infödda talade morpekanska, dialekten i socknen Morup där samhället är beläget. Fiske som huvud- eller bisyssla hade innan dess blivit allt vanligare sedan laga skifte 1841. Fram till dess hade det fiske som förekom i huvudsak varit kustnära fiske. Före hamnen ankrade båtarna ofta i Brevik. 
Hamnbygget finansierades till två tredjedelar genom statliga anslag, medan resten finansierades genom ett lokalt bildat aktiebolag. Många finansierade sitt aktieköp genom dagsverken vid hamnbygget. Hamnen var svår att underhålla, samtidigt som man hade problem att få pengar till underhåll. Därför blev dess skick under de följande årtiondena allt sämre. Genom en upprustningen av hamnen 1913-1919, fick den i stort sett sin nuvarande utformning. Stenen till upprustningen bröts vid Pannebo, två kilometer från hamnen, och fraktades till hamnen på en för ändamålet byggd järnväg som sedan revs. Det gamla stenbrottet syns fortfarande i naturen nära stranden vid Pannebo. En ny pir byggdes 1935. I samband med stormarna 1969 och 2005 fick hamnen skador, men dessa åtgärdades snabbt.
1982 kom hamnen i kommunal ägo, samtidigt som en upprustning skedde där bland annat kajen åtgärdades och en sjösättningsramp för småbåtar byggdes.

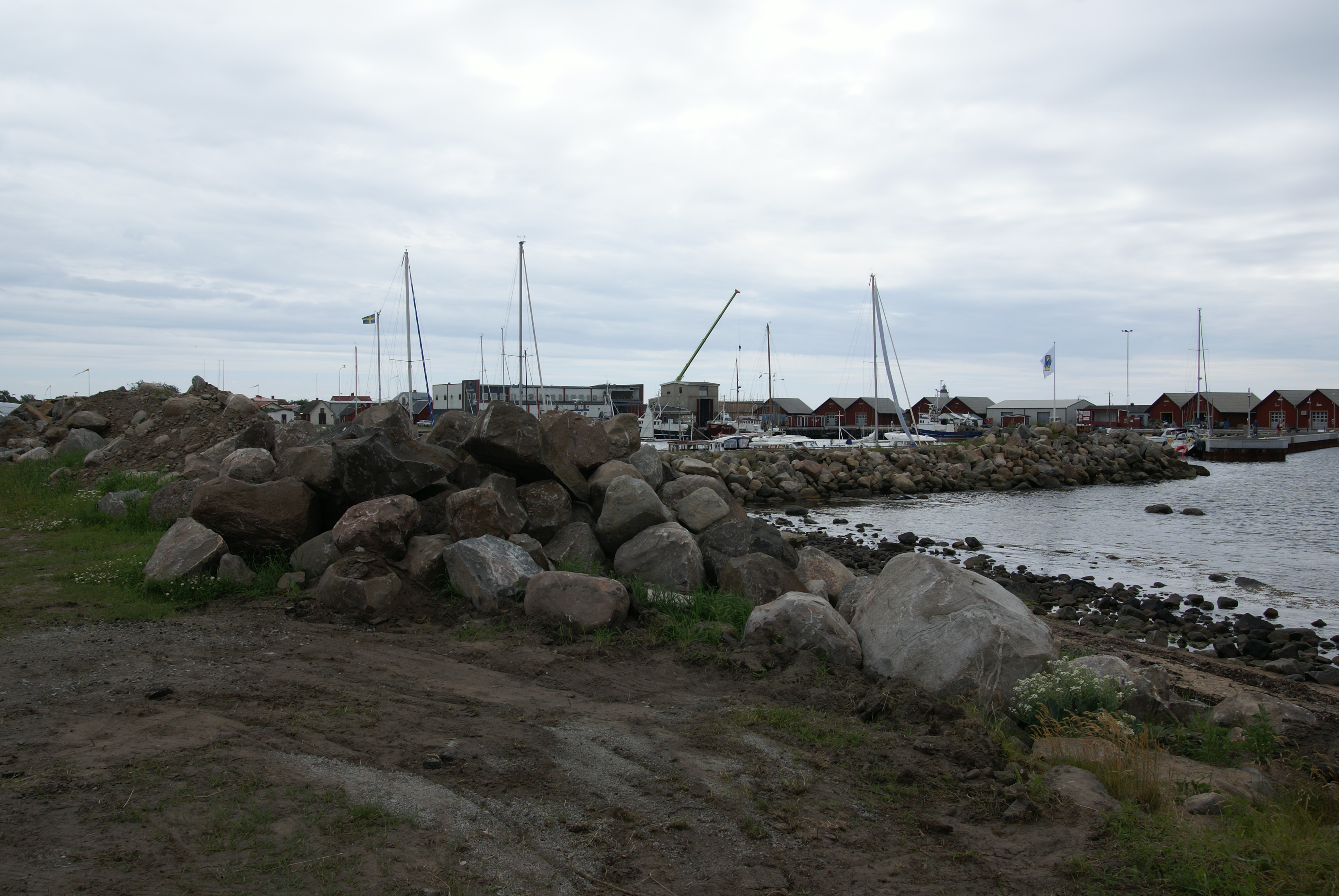
Glommens hamn.

Nära hamnen ligger också Glommens Bygdegård och tvärs över gatan från den en krog som serverar lokalt upptagen fisk och lokalt bryggt öl och som sommartid ordnar kulturella aktiviteter som artistuppträdanden m.m. I bygdegården finns föreningslokaler och bastu.
Fisket ökade än mer efter att hamnen blivit klar, befolkningsökningen var dock långsam. Under 1940- och 50-talen skedde befolkningsökningen allt snabbare. Den var så gott som helt orsakad av ett födselöverskott, medan inflyttningen var liten. Sedan dess har befolkningen fortsatt att öka, nu även genom inflyttning. En del bostäder är sommarställen, där ingen bor permanent.
Gatorna har i stor utsträckning namn efter gamla ortsbor samt gårdar och torp i trakten. Förutom Glumstensvägen, som är statlig (den är en del av länsväg 737), sköts väghållningen av en vägförening.
Under de senaste årtiondena har fritidsbåtsverksamheten ökat. Det har funnits en poststation i Glommen sedan 1951 (Falkenberg 4, senare Glommen) och telefonstation sedan 1933. Telefonstationen blev automatiserad 1961. Glommen har haft kommunalt VA-nät sedan 1962. Postkontoret lades ner 2018 efter många år utan manuell betjäning och ortsbornas postboxar ersattes av postlådor.
Sedan 1996 arrangeras en årlig kräftfestival under vecka 28. Den har som mest haft 30-40 000 besökare.

## Befolkningsutveckling
Glommen var av SCB före 2015 uppdelad i två delar, tätorten Glommen och småorten Glommen (norra delen).
| Befolkningsutvecklingen i Glommen 1960–2020 | Befolkningsutvecklingen i Glommen 1960–2020 | Befolkningsutvecklingen i Glommen 1960–2020 | Befolkningsutvecklingen i Glommen 1960–2020 | Befolkningsutvecklingen i Glommen 1960–2020 |
| --- | ------------------------------------------- | ------------------------------------------- | ------------------------------------------- | ------------------------------------------- |
| |                                             |                                             |                                             |                                             |
| År |                                             |                                             | Folkmängd                                   | Areal (ha)                                  |
| 1960 | 1960                                        |                                             | 297                                         |                                             |
| 1965 | 1965                                        |                                             | 327                                         |                                             |
| 1970 | 1970                                        |                                             | 393                                         |                                             |
| 1975 | 1975                                        |                                             | 496                                         |                                             |
| 1980 | 1980                                        |                                             | 572                                         |                                             |
| 1990 | 1990                                        |                                             | 704                                         | 68                                          |
| 1995 | 1995                                        |                                             | 697                                         | 73                                          |
| 2000 | 2000                                        |                                             | 663                                         | 74                                          |
| 2005 | 2005                                        |                                             | 687                                         | 74                                          |
| 2010 | 2010                                        |                                             | 761                                         | 77                                          |
| 2015 | 2015                                        |                                             | 1 082                                       | 240                                         |
| 2020 | 2020                                        |                                             | 1 085                                       | 180                                         |
| Anm.: 2015 sammanvuxen med småorten Glommen (norra delen) och småorten Sandkärr och Rosendal, 2020 utbröts Sandkärr , 2023 sammanvuxen med Bölse |                                             |                                             |                                             |                                             |

## Kommunikationer
Länsväg N 735 passerar Glommen på vägen mellan Morup och Falkenberg. Sträckan från Morup var tidigare enskild väg fram till 1961, vägen till Falkenberg byggdes 1940 samt 1955-1957. Länsväg N 737 går till Bölse. Den har funnits sedan åtminstone mitten av 1800-talet.

## Näringsliv

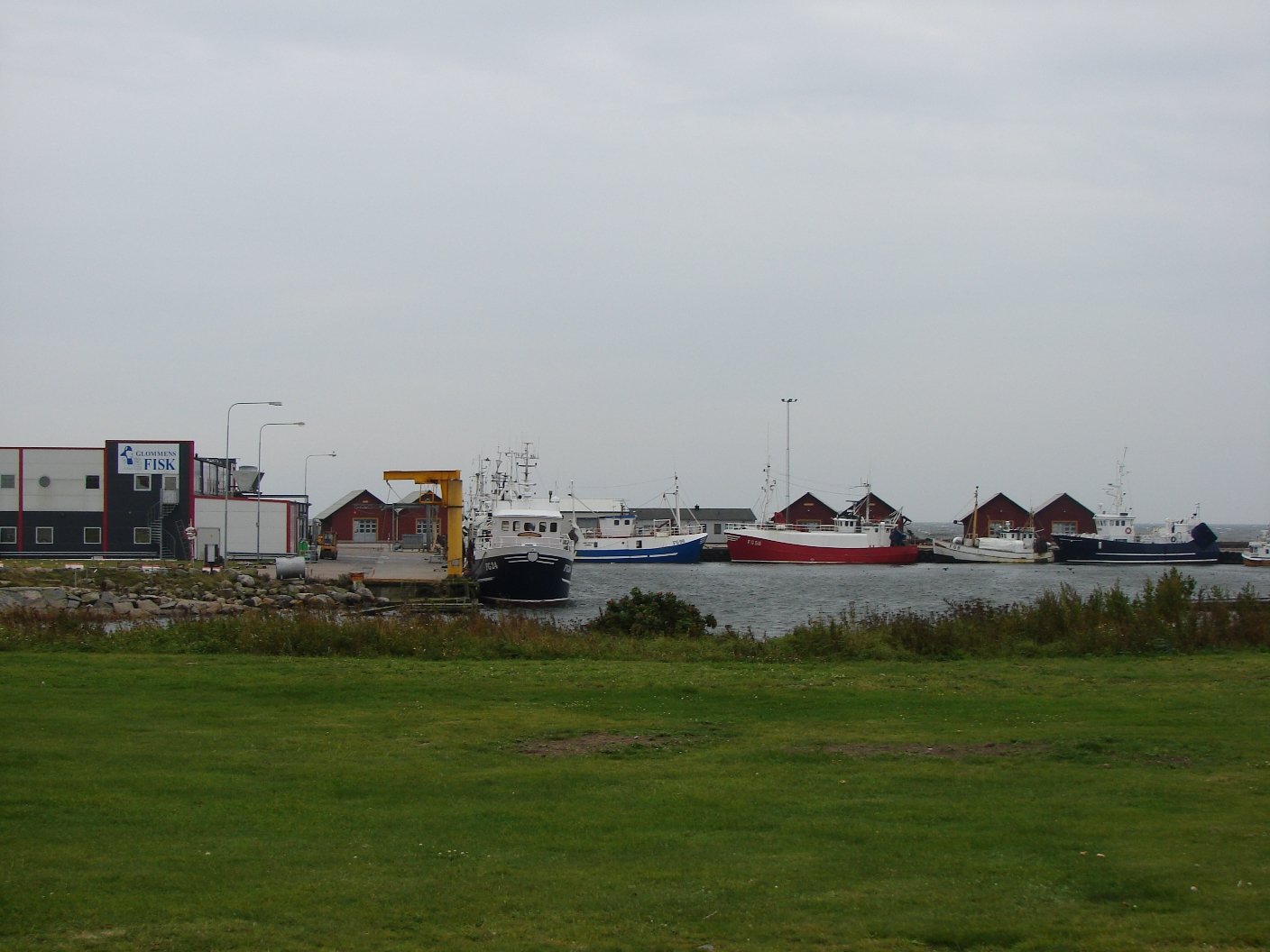
Glommens hamn & Falkenberg Seafood

Ett av de större företagen är Falkenberg Seafood AB (tidigare Glommens Fisk AB) som har omkring 20-25 anställda och en omsättning på ca 150 miljoner kronor. Förutom dagligvaruhandel och restaurang finns det yrkesfiskare, åkerier, två minkfarmar, samt företag som tillverkar trålgarn och bindsulor.

## Natur och klimat

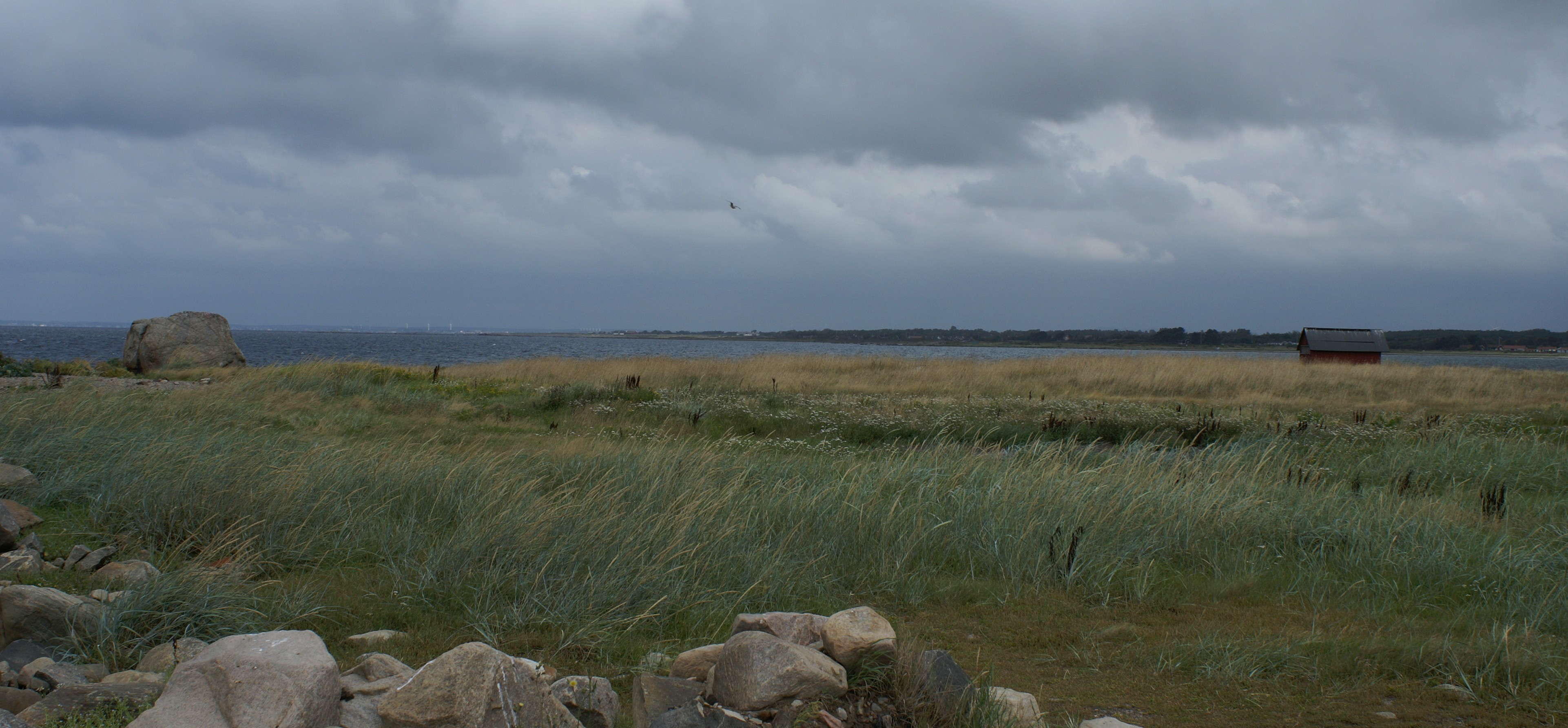
Glumstensudden omgiven av havet och orörd natur

Udden vid Glumstenen är en populär plats för fågelskådning, främst av flyttfåglar. Området gränsar till Natura 2000-området kring Morups Tånge.
| Månad                | Jan. | Feb. | Mar. | Apr. | Maj  | Jun. | Jul. | Aug. | Sep. | Okt. | Nov. | Dec. | Hela året |
| -------------------- | ---- | ---- | ---- | ---- | ---- | ---- | ---- | ---- | ---- | ---- | ---- | ---- | --------- |
| Medeltemperatur (°C) | -0,9 | -1,0 | 1,4  | 5,3  | 10,9 | 15,1 | 16,6 | 16,2 | 13,2 | 9,3  | 4,8  | 1,0  | 7,7       |
| Medelnederbörd (mm)  | 59   | 37   | 47   | 40   | 46   | 56   | 73   | 72   | 77   | 73   | 73   | 63   | 717       |

## Sport
Fotbollslaget Glommens IF är det dominerande laget. De har som bäst spelat i division fem och har sedan 2001 även en bordtennissektion. Sommaren 1998, i samband med kräftfestivalen, hade det engelska fotbollslaget Blackburn Rovers FC träningsläger på Glommens IP.
Sedan 1996 finns innebandylaget Svarta Humrarna.